# Akim Tafer
Akim Tafer est un boxeur franco algérien né le 27 août 1967 à La Tronche dans la banlieue de Grenoble (Isère).

## Carrière
Champion d'Europe des lourds-légers en 1992, 1993 et 1996, il s'incline deux fois en championnat du monde WBC : le 16 octobre 1993 face à Anaclet Wamba (jet de l'éponge au 7e round) et le 16 août 1997 face à Marcelo Dominguez (aux points).

## Anecdote
Il est l'oncle du footballeur Yannis Tafer.

## Référence
1. ↑  (en) Marcelo Fabian Dominguez vs. Akim Tafer (boxrec.com)